# Wolzogen (Adelsgeschlecht)

Wappen derer von Wolzogen seit 1588

Wolzogen ist der Name eines ursprünglich niederösterreichischen Uradelsgeschlechts, das sich später weit verbreitete, zu einigem Ansehen gelangte und dessen Linien teilweise bis heute fortbestehen.

## Geschichte
Das Geschlecht erscheint im Jahre 1393 erstmals urkundlich mit Chunrad, Lehnsträger der Hube in der Linden auf dem Berg in der Herrschaft Strengberg des Klosters Tegernsee. Besitznachfolger sind die Brüder Degenhart Wolzogen in Berg und Hans Wolzogen in Thürnbuch, mit dem auch die durchgängige Stammreihe des Geschlechts seinen Anfang nimmt.
Bereits seit 1565 konnten die Wolzogen das Oberhofpostmeisteramt in Niederösterreich besetzen.
1569 erhielt Andreas von Wolzogen als Belohnung für militärische und diplomatische Dienste von Kaiser Maximilian II. das Postmeisteramt in Kaschau im Ungarn. Bei Ausbruch des Langen Türkenkrieges flüchtete die Familie 1593 nach Niederösterreich, wo Andreas 1599 in den dortigen Ritterstand aufgenommen wurde. Nach seinem Tod kaufte seine Witwe 1614 die kleine Herrschaft Missingdorf, nach der sich dieser Zweig der Familie fortan nannte.
Bereits 1595 kam die Herrschaft Neuhaus in den Besitz der Wolzogen. Zu Beginn des 17. Jahrhunderts ließ Hans Christoph von Wolzogen die Burg grundlegend umgestalten und im Zuge dessen in den Jahren 1610 bis 1612 auch die Kirche errichten. Als Protestanten verloren die Wolzogen im Zuge der Gegenreformation ihre Besitztümer, Paul von Wolzogen musste 1628 nach Sachsen auswandern.
Die Söhne des kaiserlichen Hofpostmeister Paul Wolzogen († 1575), Hans und Hans Christoph sowie deren Vetter Andreas Wolzogen erhielten 1588 in Prag eine erbländisch-österreichische Wappenbesserung im Adelsstand. 1591 erhielten die gleichen Vettern Hans Christoph und Andreas Wolzogen, kaiserlicher Postmeister in Kaschau, den niederösterreichischen alten Ritterstand. Derselbe Hans Christoph Wolzogen, Erbherr auf Neuhaus und niederösterreichischer Kammerrat erhielt 1602 in Prag im Ritterstand die Verleihung des Prädikats zu Neuhaus, weiterhin 1605 das mährische Inkolat und wurde 1607 in Prag in den erbländisch-österreichischen Freiherrnstand gehoben.
Der herzoglich sachsen-coburg-meißnische Geheime Ratsdirektor sowie nachmalige herzoglich sachsen-weißenfelssche Premierminister und Erbschenk der Grafschaft Henneberg, Freiherr Johann Christoph von Wolzogen und Neuhaus (* vor 1666; † nach 1722) erhielt 1702 in Wien die Reichsfreiherrenbestätigung.
Charlotte von Mecklenburg-Strelitz (* 1769; † 1818), die spätere Herzogin von Sachsen-Hildburghausen, wurde ab ihrem 12. Lebensjahr von Magdalena von Wolzogen erzogen.
Spätestens im 18. Jahrhundert hatte sich die Familie in drei Linien geteilt.
Auf Java blühte die erste Linie, begründet durch den holländisch-ostindischen Oberst und Generalinspektor der dortigen Waldungen, Freiherr Carl von Wolzogen. Er war mit dem württembergischen Kapregiment dorthin gekommen. Sein gleichnamiger Sohn (* 1800) war dort Gouvernements-Bauinspektor und Ingenieur-Leutnant, er hatte zwei Söhne, Ludwig (* 1842) und Heinrich (* 1844), die den Stamm fortsetzten.
Die zweite Linie blühte in Hinterpommern, wo die Wolzogen bis 1945 Dubberzin besaßen. Mehrere Söhne der Familie dienten als Offiziere in der preußischen Armee.
Der preußische General Ludwig von Wolzogen (* 1773; † 1845) stiftete die dritte Linie, welche durch seinen Sohn Alfred von Wolzogen (* 1823; † 1883), Erbherr auf Kalbsrieth, preußischer Premierleutnant, mecklenburg-schwerinscher Kammerherr und Hoftheaterintendant in Schwerin fortgeführt wurde.
Eine besondere anverwandte und freundschaftliche Verbindung verband die Wolzogen mit Friedrich Schiller. Wilhelm von Wolzogen war ein Studienfreund Schillers (Bruder des oben genannten preußischen Generals Ludwig). Als Gerüchte laut wurden, dass sich Herzog Carl Eugen von Württemberg um Schillers Auslieferung bemühe, bekam der Dichter, auf Vermittlung seines Freundes Wilhelm im Dezember 1782 bei dessen Mutter Henriette von Wolzogen ein unauffälliges Asyl im thüringischen Bauerbach. In ihre Tochter Charlotte von Wolzogen (* 1766; † 1794) soll sich Schiller unglücklich verliebt haben. Während einer Reise durch Rudolstadt im Jahre 1787 lernte Schiller Charlotte von Lengefeld (* 1766; † 1826) und deren Schwester Caroline (* 1763; † 1847) kennen. Erstere wurde 1790 Schillers Gemahlin, letztere 1794 die Wilhelms von Wolzogen, worin sich die Verschwägerung mit den Wolzogen begründet.

## Besitz
- In Österreich: Arnstein, Fahrenfeld, Gutenbrunn, Missingdorf, Neuhaus und Sankt Ulrich
- In Franken: Bauerbach und Mühlfeld
- In Schlesien: Blumerode im Landkreis Neumarkt
- In Pommern: Dubberzin im Landkreis Schlawe
- In Weimar-Eisenach: Kalbsrieth bei Allstedt

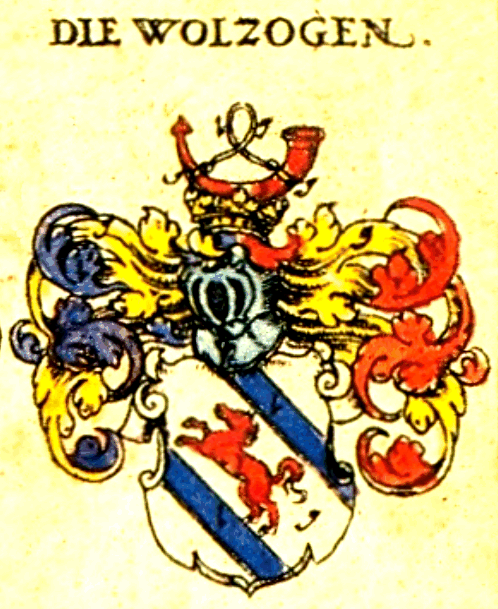
Stammwappen in Siebmachers Wappenbuch, 1605

## Wappen
- Das Stammwappen zeigt in Gold zwischen zwei Schrägrechtsbalken aufwärts trabend ein rotes Ross. Auf dem Helm mit rechts blau-goldenen und links rot-goldenen Decken ein goldbeschlagenes rotes Hifthorn mit rechtsgekehrtem Mundstück und aufwärts geschlungener blauer Schnur.[2]
- Das Wappen von 1588 ist geviert: I. und IV. in Blau ein mit einem roten Pferd belegter goldener Schrägrechtsbalken, II und III. in Gold ein gekrönter schwarzer Adler. Zwei gekrönte Helme: Auf dem rechten mit rechts rot-goldenen und links blau-goldenen Decken das Ross wachsend und auf dem linken mit schwarz-goldenen Decken ein hermelingestülpter roter Turnierhut, darauf ein goldbeschlagenes schwarzes Hifthorn mit rechtsgekehrtem Mundstück und aufwärts geschlungener rechts schwarzer, links goldener Schnur.[2]

## Angehörige und Stammlinie
- Andreas von Wolzogen (um 1540–vor 1603), kaiserlicher Postmeister in Košice (deutsch: Kaschau) in Ungarn[3]
  - Matthias von Wolzogen (1588–1665), Direktor des Geheimen Rats der Grafschaft Oldenburg, Mitglied der fruchtbringenden Gesellschaft unter dem Namen der Andeutende[3]
- Johann Ludwig von Wolzogen (1600–1661), einflussreicher Sozinianer
- Ludwig von Wolzogen (1632–1690), Professor in Utrecht
- Johann Christoph von Wolzogen und Neuhaus (vor 1666–nach 1722), sachsen-coburg-meißnischer Geheimer Ratsdirektor, sachsen-weißenfelsscher Premierminister und Erbschenk der Grafschaft Henneberg
- Ernst Ludwig von Wolzogen (1723–1774), sachsen-hildburgischer Geheimer Legationsrat
  - Wilhelm von Wolzogen (1762–1809), Weimarer Geheimer Rat und Obersthofmeister, Freund und Schwager Friedrich Schillers
  - Karl von Wolzogen (1764–1808), Oberst und Chef der Miliz im Gouvernement an der Nordostküste Javas
  - Ludwig von Wolzogen (1773–1845), preußischer General der Infanterie und Diplomat
    - Alfred von Wolzogen (1823–1883), mecklenburg-schwerinscher Kammerherr und Hoftheaterintendant in Schwerin, Lustspielautor
      - Hans von Wolzogen (1848–1938), Schriftsteller und Redakteur
      - Ernst von Wolzogen (1855–1934), Schriftsteller, Erzähler und Lustspielautor
        - Hans von Wolzogen (1888–1954), Filmproduzent und Regisseur
- Christoph von Wolzogen (1948–2024), Philosoph